# Uwe Hoffmann (Geologe)
Uwe Hanno Gottfried Hoffmann (* 10. April 1938 in Liegnitz; † 7. Februar 2016) war ein deutscher Geologe.
Hoffmann war der Sohn eines Lehrers und ging zunächst in Hermsdorf zur Schule, musste aber als Kind mit der Familie vor der Roten Armee fliehen und kam schließlich nach Osterburg (Altmark), wo sein Vater nach Rückkehr aus der sowjetischen Gefangenschaft wieder als Lehrer arbeitete. 1952 wechselte die Familie in den Westen nach Weinsberg bei Heilbronn, wo Hoffmann das Gymnasium besuchte. 1957 legte er das Abitur in Heilbronn ab und studierte Geologie in Würzburg und Kiel mit dem Diplom 1962. Für die Diplomarbeit kartierte er im Nordosten von Ochsenfurt und für die Dissertation 1964 bei Erwin Rutte in Würzburg kartierte er in Würzburg-Süd (Zusatz der Dissertation, die summa cum laude benotet wurde: Stratigraphie des Trias und Tektonik  im südlichen Unterfranken). 1965 bis 1967 war er beim Bayerischen Geologischen Landesamt (Kartierung in Würzburg Nord) tätig, kündigte dann aber und ging als Lagerstättengeologe zur Prospektion ins Ausland. 1967 war er in Sambia (Kupfer-Lagerstätten), danach bis 1972 in Namibia auf der Suche nach Kupfer, Blei und Zink und anschließend als leitender Geologe bis 1975 auf der Suche nach Uran (Rössing-Mine). Danach war er auf Uran-Exploration in Bolivien, Botswana und Brasilien (Mine von Lagoa Real). Ab 1984 war er wieder beim Bayerischen Geologischen Landesamt, wo er als Referatsleiter mit der Erkundung von Deponiestandorten beauftragt war und ab 2000 auch wieder in der geologischen Landesaufnahme von Unterfranken kartierte (Bad Kissingen Nord und Süd), was er auch nach seiner Pensionierung 2003 noch bis 2014 fortsetzte (Blätter Münnerstadt, Sandberg, Zeitlofs, Stangenroth, Wildflecken). Insgesamt stammen von ihm neun geologische Karten 1:25.000 mit Erläuterungen.
Als Rohstoffgeologe entdeckte er drei große Lagerstätten. In der regionalen Geologie befasste er sich besonders mit der Trias (Buntsandstein) in Unterfranken (Rhön).
Er war seit 1965 mit Hannelore Helene Trunk verheiratet und hatte fünf Kinder.

## Dedikationsnamen
- 2014 durch Ralf Werneburg, Ilja Kogan und Jürgen Sell: Der Fisch Saurichthys hoffmanni WERNEBURG, KOGAN & SELL 2014[1]